# Многочлен узла

Многие многочлены узла вычисляются с помощью скейн-соотношения, которые позволяют путём изменения типа пересечения свести узел к более простому.

В теории узлов многочлен узла — это инвариант узла в виде многочлена, коэффициенты которого кодируют некоторые свойства данного узла.

## История
Первый многочлен узла, многочлен Александера, представлен Джеймсом Александером в 1923 году, но другие многочлены узла найдены лишь почти 60 лет спустя.
В 1960-х годах Джон Конвей предложил скейн-соотношения для версии многочлена Александра, который обычно упоминается как многочлен Александера — Конвея. Важность скейн-соотношений не была оценена до 1980-х годов, когда Вон Джонс открыл многочлен Джонса. Это открытие привело к обнаружению ещё нескольких многочленов, таких как многочлен HOMFLY.
Вскоре после открытия Джонса Луис Кауффман заметил, что многочлен Джонса может быть вычислен в терминах модели сумм состояний, которая использует скобки Кауффмана, инвариант оснащённых узлов. Это открыло широкую дорогу для исследований в области теории зацепления узлов и статистической механике.
В конце 1980-х годов совершено два прорыва: Эдвард Виттен продемонстрировал, что многочлен Джонса и похожие инварианты этого типа описаны в теории Черна — Саймонса; Виктор Васильев и Михаил Гусаров создали теорию инвариантов конечного типа узлов. Известно, что коэффициенты упомянутых многочленов имеют конечный тип (возможно, после некоторой «подстановки переменных»).
В 2003 году показано, что многочлен Александера связан с гомологией Флоера. Градуированная эйлерова характеристика гомологии Хегора — Флоера Ожвата и Сабо является многочленом Александера.

## Пример
| Запись Александера — Бриггса             | Многочлен Александера {\displaystyle \Delta (t)} | Многочлен Конвея{\displaystyle \nabla (z)} | многочлен Джонса {\displaystyle V(q)}                                       | Многочлен HOMFLY{\displaystyle H(a,z)}                                                                                 |
| ---------------------------------------- | ------------------------------------------------ | ------------------------------------------ | --------------------------------------------------------------------------- | --- |
| {\displaystyle 0_{1}} (Тривиальный узел) | {\displaystyle 1}                                | {\displaystyle 1}                          | {\displaystyle 1}                                                           | {\displaystyle 1} |
| {\displaystyle 3_{1}} (Трилистник)       | {\displaystyle t-1+t^{-1}}                       | {\displaystyle z^{2}+1}                    | {\displaystyle q^{-1}+q^{-3}-q^{-4}}                                        | {\displaystyle -a^{4}+a^{2}z^{2}+2a^{2}}                                                                               |
| {\displaystyle 4_{1}} (Восьмёрка)        | {\displaystyle -t+3-t^{-1}}                      | {\displaystyle -z^{2}+1}                   | {\displaystyle q^{2}-q+1-q^{-1}+q^{-2}}                                     | {\displaystyle a^{2}+a^{-2}-z^{2}-1}                                                                                   |
| {\displaystyle 5_{1}} (Лапчатка)         | {\displaystyle t^{2}-t+1-t^{-1}+t^{-2}}          | {\displaystyle z^{4}+3z^{2}+1}             | {\displaystyle q^{-2}+q^{-4}-q^{-5}+q^{-6}-q^{-7}}                          | {\displaystyle -a^{6}z^{2}-2a^{6}+a^{4}z^{4}+4a^{4}z^{2}+3a^{4}}                                                       |
| {\displaystyle -} (Бабий узел)           | {\displaystyle \left(t-1+t^{-1}\right)^{2}}      | {\displaystyle \left(z^{2}+1\right)^{2}}   | {\displaystyle \left(q^{-1}+q^{-3}-q^{-4}\right)^{2}}                       | {\displaystyle \left(-a^{4}+a^{2}z^{2}+2a^{2}\right)^{2}}                                                              |
| {\displaystyle -} (Прямой узел)          | {\displaystyle \left(t-1+t^{-1}\right)^{2}}      | {\displaystyle \left(z^{2}+1\right)^{2}}   | {\displaystyle \left(q^{-1}+q^{-3}-q^{-4}\right)\left(q+q^{3}-q^{4}\right)} | {\displaystyle \left(-a^{4}+a^{2}z^{2}+2a^{2}\right)\times } {\displaystyle \left(-a^{-4}+a^{-2}z^{-2}+2a^{-2}\right)} |

Запись Александера — Бриггса — это нотация, перечисляющая узлы по их числу пересечения, при этом обычно предполагается, что в списке находятся только простые узлы (Смотрите Список простых узлов).
Заметим, что многочлен Александера и многочлен Конвея НЕ МОГУТ различить левый и правый трилистники.

Левый трилистник.
Правый трилистник.

Не различают они также бабий узел и прямой узел, поскольку композиция узлов в {\displaystyle \mathbb {R} ^{3}} даёт произведение многочленов узлов.

### Полиномы узла
- Многочлен Александера
- Скобка Кауффмана
- Многочлен HOMFLY
- Полином Джонса
- Многочлен Кауфмана

### Связанные темы
- Скейн-соотношение для формального определения многочлена Александера.